# Neuer jüdischer Friedhof (Altenbamberg)
Der Neue jüdische Friedhof Altenbamberg ist ein Friedhof in der Ortsgemeinde Altenbamberg im Landkreis Bad Kreuznach in Rheinland-Pfalz. 
Der neue jüdische Friedhof liegt „Am Rödelstein“ innerhalb der Umfassungsmauer des kommunalen Friedhofes am westlichen Ortsrand, ist aber vom christlichen Friedhof abgetrennt.
Auf dem 518 m² großen Friedhof, der 1873 oder 1884 angelegt und bis zum Jahr 1937 belegt wurde, befinden sich 23 Grabsteine. Anfang April 1939 wurde der Friedhof geschändet. Dabei wurden 20 Grabsteine umgeworfen. Im Juni 2008 zeigte sich der neue Friedhof in einem sehr gut gepflegten Zustand.